# Próspero Pinzón

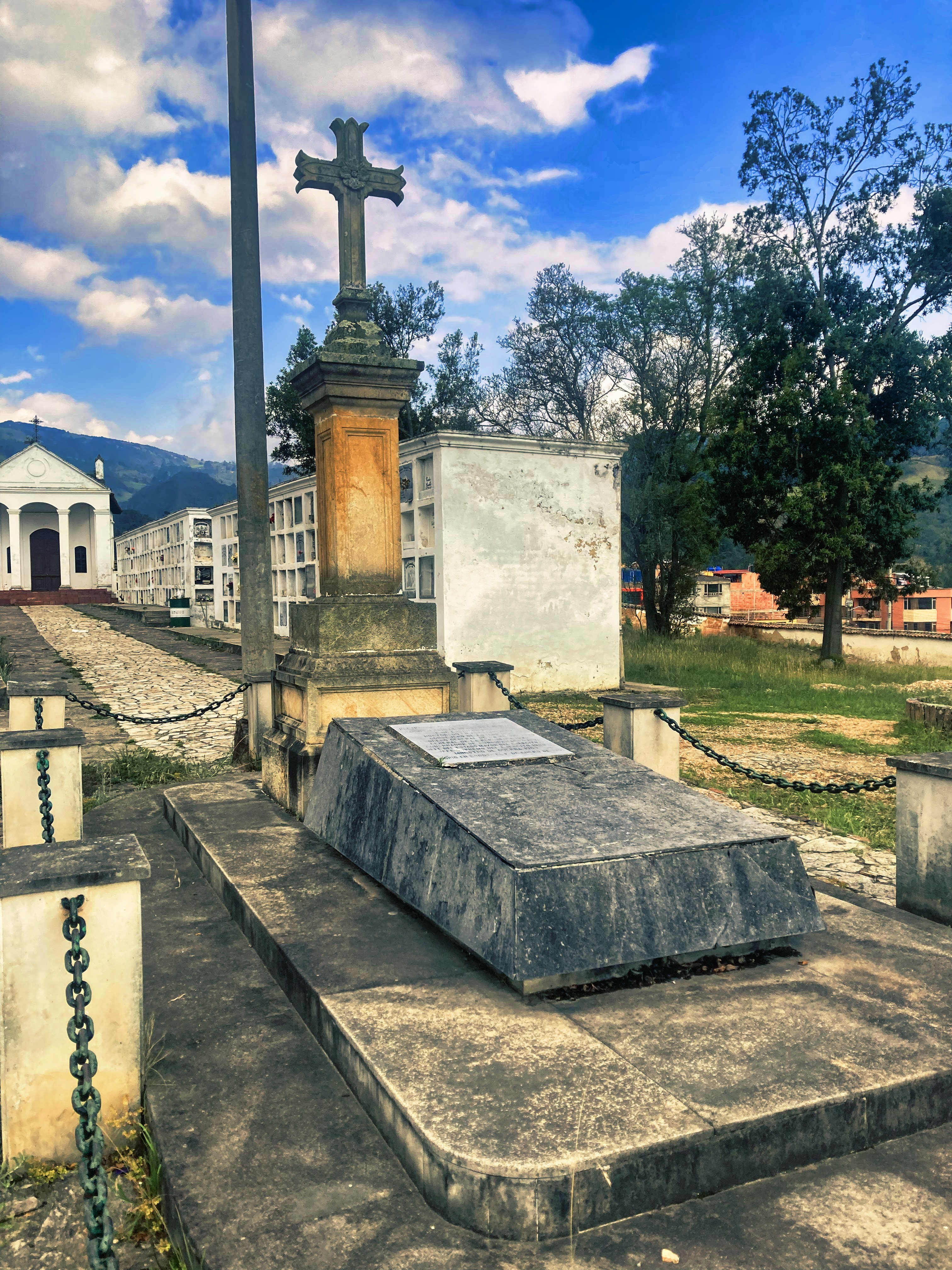
Mausoleo al General Próspero Pinzón ubicado en Villapinzón, Cundinamarca.

Próspero Pinzón Romero (Hatoviejo; hoy Villapinzón, 1 de enero de 1856-Bogotá, 1 de enero de 1901) fue un abogado, militar, estadista y periodista colombiano.
Nacido en la población de Hato Viejo, Cantón de Ramiriquí, Provincia de Tunja, República de la Nueva Granada; hoy Villapinzón en el Departamento de Cundinamarca, así nombrado en honor de sus servicios a la Nación. El General Pinzón, quien ascendió a los altos niveles del ejército y de la política como Comandante en Jefe del Ejército, Tesorero General, y Ministro de Guerra (i.e., Ministro de Defensa), falleció en la capital de Bogotá en la República de Colombia a la temprana edad de 45 años.

## Biografía
Según el historiador boyacense, Cayo Leonidas Peñuela, un amigo de la familia Pinzón, sus padres fueron Juan Crisóstomo Pinzón Segura y Eusebia Romero Romero. Abuelos paternos: Luis Pinzón y Petronila Segura; abuelos maternos: Manuel Romero y Gertrudis Romero.[cita requerida]

## Trayectoria militar

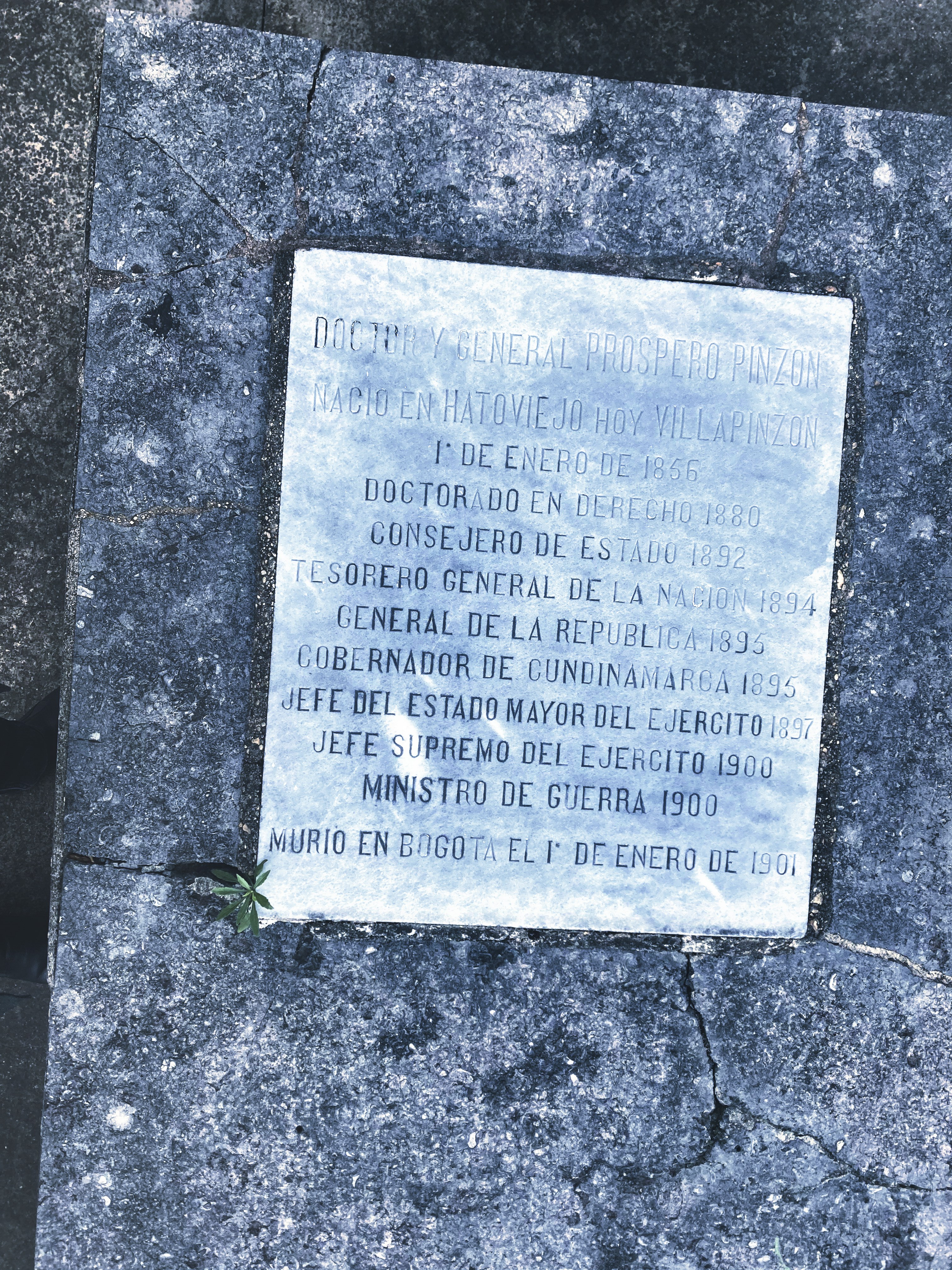
Placa Mausoleo Próspero Pinzón.

Pinzón se destacó durante finales del siglo XIX colombiano como uno de los líderes militares más sobresalientes. Su primera experiencia de armas la tuvo en la guerra de 1875, cuando se incorporó en las guerrillas conservadoras que operaban el norte de Boyacá. Ascendido a coronel, capituló en 1876. Para la guerra de 1885, fue nombrado Jefe Civil y Militar de Sogamoso, donde hizo gala de sus innatos dotes de organización y liderazgo.
Instalada la Regeneración de Rafael Núñez y la nueva Constitución de 1886, Pinzón ocupó durante los primeros años importantes puestos públicos en el Departamento de Boyacá, como por ejemplos, Secretario de Hacienda y la gobernación.
En la guerra de 1895 asumió la jefatura de las tropas gubernamentales en el departamento de Boyacá, al lograr la rendición en Capitanejo de las tropas liberales que huían tras su derrota en el Enciso a manos del general Rafael Reyes.
El día 22 de mayo de 1985, Pinzón fue nombrado, por el presidente Miguel Antonio Caro, Gobernador de Cundinamarca.
Sin embargo, en desacuerdo con las políticas continuistas de los nacionalistas dirigidos por Caro, Pinzón se vinculó al bando histórico del conservatismo. Esto lo marginó de la actividad política y militar cuando estalló en 1899 lo que se vendría a conocer como la Guerra de los Mil Días. Solamente después de la derrota de las fuerzas gubernamentales en la batalla de Peralonso fue llamado a servicios.
El 30 de abril de 1900 fue nombrado Comandante en Jefe del Ejército del Norte, fuerza que había ayudado a reconstruir en compañía del general Manuel Casabianca. Entre el 11 y el 26 de mayo de 1900 condujo sus tropas con decisión y carácter en la batalla de Palonegro, obteniendo un triunfo decisivo y legendario sobre las fuerzas rebeldes liberales al mando de Rafael Uribe Uribe y
Benjamín Herrera.
Fue ministro de guerra en el gobierno de José Manuel Marroquín.
Secuelas de malaria o de fiebre amarilla contraída en el fétido campo de la batalla de Palonegro en la se agravaron cuando supervisaba un cargamento de armas en la ciudad de Honda meses después. Del nuevo ataque de fiebre no se pudo recuperar y falleció en Bogotá el primer día del primer año del nuevo siglo.